# 1809
1809 (số La Mã: MDCCCIX) là một năm thường bắt đầu vào Chủ Nhật trong lịch Gregory.
Bản mẫu:Tháng trong năm 1809

## Sinh
Abraham Lincoln:tổng thống thứ 16 của Hoa Kỳ